# Roveré della Luna
Roveré della Luna (alemany Eicholz) és un municipi italià, dins de la província de Trento. L'any 2007 tenia 1.611 habitants. Limita amb els municipis de Kurtatsch an der Weinstraße (BZ), Margreid an der Weinstraße (BZ), Mezzocorona, Salurn (BZ), Ton i Vervò

## Administració
| Període | Identitat      | Partit        |
| ------- | -------------- | ------------- |
| 2008-   | Mario Tomasini | Llista cívica |